# Venansault
Venansault ist eine französische Gemeinde mit 4.743 Einwohnern (Stand: 1. Januar 2022) im Département Vendée in der Region Pays de la Loire. Sie gehört zum Arrondissement La Roche-sur-Yon und zum Kanton La Roche-sur-Yon-1.

## Geographie
In Venansault entspringt der Fluss Jaunay, an der nördlichen Gemeindegrenze verläuft die Boëre. Der Ort selbst wird vom Flüsschen Ornay durchquert, das hier noch Guyon genannt wird. Umgeben wird Venansault von den Nachbargemeinden La Genétouze im Norden, Mouilleron-le-Captif im Nordosten, La Roche-sur-Yon im Osten, Les Clouzeaux im Süden, Landeronde im Südwesten, Beaulieu-sous-la-Roche im Westen und Aizenay im Nordwesten.

## Bevölkerung

### Demografie
Die Entwicklung der Einwohnerzahl dieser Gemeinde ist aus verschiedenen Volkszählungen bekannt, die seit 1800 durchgeführt wurden. Ab 2006 werden die gesetzlichen Bevölkerungszahlen der Gemeinden jährlich von Insee veröffentlicht. Die Volkszählung beruht nun auf einer jährlichen Informationserhebung, die nacheinander alle Gemeindegebiete innerhalb eines Zeitraums von fünf Jahren betrifft. In Gemeinden mit weniger als 10.000 Einwohnern wird alle fünf Jahre eine Volkszählung der gesamten Bevölkerung durchgeführt, wobei die Einwohnerzahlen der Zwischenjahre durch Interpolation oder Extrapolation geschätzt werden. In der Gemeinde wurde die erste umfassende Volkszählung nach dem neuen System 2004 durchgeführt.
| 1800                       | 1806 | 1821 | 1831 | 1836 | 1841 | 1846 | 1851 | 1856 |
| 1454                       | 928  | 1627 | 1562 | 1527 | 1568 | 1609 | 1680 | 1691 |
| 1861                       | 1866 | 1872 | 1876 | 1881 | 1886 | 1891 | 1896 | 1901 |
| 1720                       | 1763 | 1794 | 1785 | 1826 | 1820 | 1863 | 1918 | 1951 |
| 1906                       | 1911 | 1921 | 1926 | 1931 | 1936 | 1946 | 1954 | 1962 |
| 2002                       | 1947 | 1637 | 1670 | 1620 | 1604 | 1636 | 1611 | 1573 |
| 1968                       | 1975 | 1982 | 1990 | 1999 | 2004 | 2006 | 2009 | 2011 |
| 1584                       | 1787 | 2636 | 3163 | 3527 | 3877 | 4107 | 4331 | 4571 |
| 2014                       | 2019 |      |      |      |      |      |      |      |
| 4610                       | 4628 |      |      |      |      |      |      |      |
| Quellen: Cassini und INSEE |      |      |      |      |      |      |      |      |

### Bevölkerungspyramide
Im Jahr 2018 lag der Anteil der Personen mit einem Alter unter 30 Jahren bei 34,5 % und damit über dem Durchschnitt des Departements (31,6 %). Umgekehrt lag der Anteil der Personen im Alter von über 60 Jahren im selben Jahr bei 24,3 %, während er auf Departementsebene 31,0 % betrug.
Im Jahr 2018 gab es in der Gemeinde 2317 Männer und 2319 Frauen, was einer Frauenquote von 50,02 % entspricht, die etwas unter der Quote des Departements (51,16 %) liegt.

## Sehenswürdigkeiten

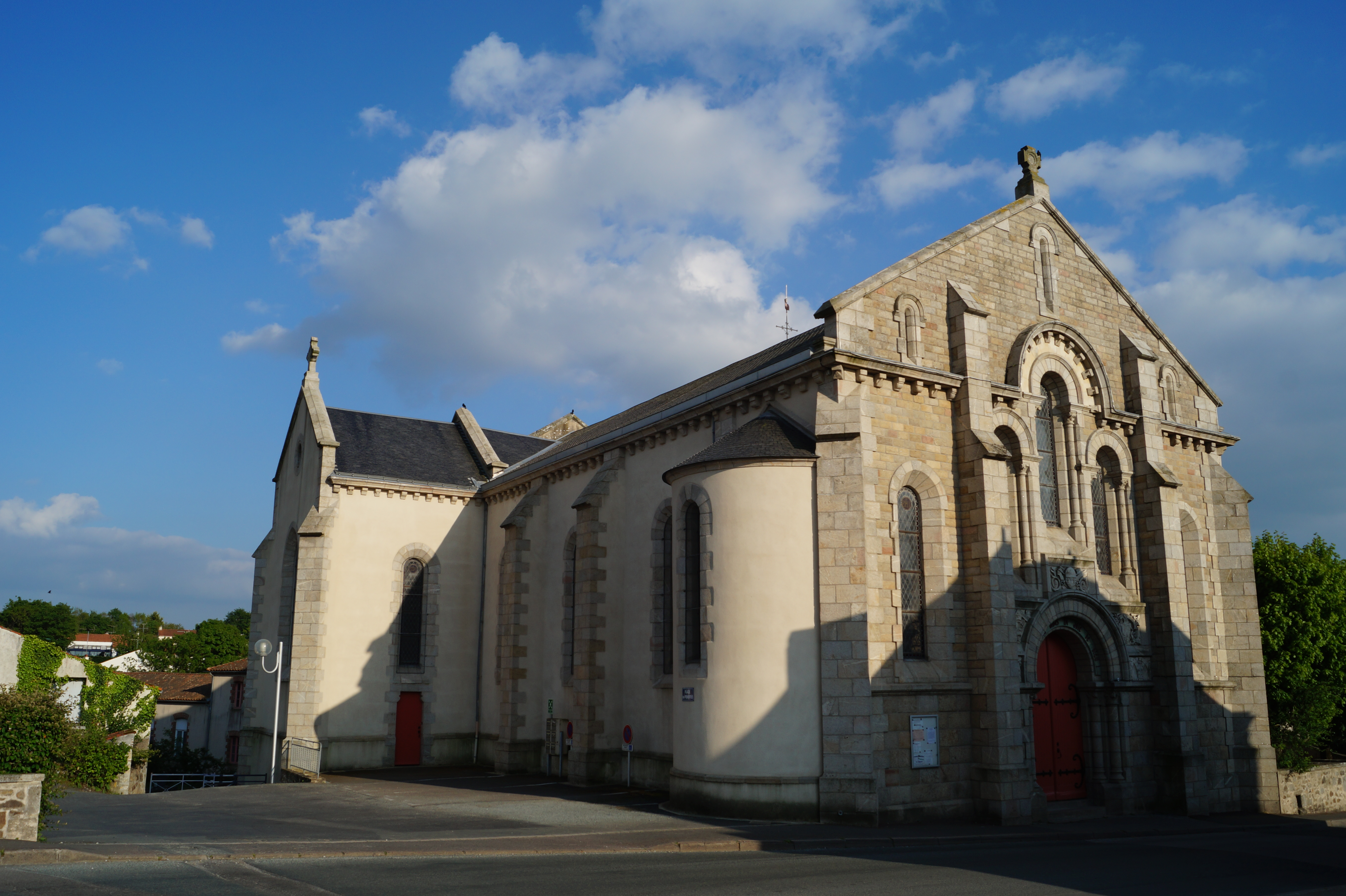
Kirche Saint-Pierre

### Kirche Saint-Pierre
Die Kirche Saint-Pierre wurde erstmals in den 1080er Jahren erwähnt. Damals bestand die alte Kirche aus einem orientierten Chor, der noch heute vorhanden ist, mit einer Apsis aus dem 11. Jahrhundert, einem Portal aus dem 12. Jahrhundert und einem sogenannten Benediktinerglockenturm, der im Inneren seines Gewölbes das Wappen der Béraud de Monbail trug. Die Béraud de Monbail sind drei Generationen von Grafen und Dauphins der Auvergne, die alle Béraud hießen und ihr Wappen weitervererbten. Dieses Wappen landete im Kirchturm, da sie das erste Adelshaus und das Schloss von Venansault gründeten. Am 6. Februar 1794 wurde die Kirche Saint-Pierre jedoch während der Höllenkolonnen von den Republikanern in Brand gesteckt. Die Kirche wurde von den Venansaltais mehrmals so gut es ging restauriert, bis Napoleon 1813 300.000 F für den Wiederaufbau der zerstörten Vendée bereitstellte. Ein Teil dieser Summe wurde also für die Renovierung der Kirche verwendet (genau 800 F). Seitdem hat die Kirche Saint-Pierre in Venansault weder Renovierungsarbeiten noch einen Brand erlebt.

### Schloss La Boursière
Ein zweites Adelshaus entsteht in der Gemeinde. Die ersten schriftlichen Spuren des Schlosses La Boursière finden sich um 1224. Damals spricht man von einem Ritter, Hugues Primaut, der eine Mühle namens „Borceria“ besaß und seine Steuern und Einkünfte an die Abtei von Fontenelles zahlte. In den 1365er Jahren kam es zu einer Transaktion: Die damalige Besitzerin Madame Marguerite du Puy-Du-Fou, die verwitwet und wieder mit Nicolas Robineau verheiratet war, beschloss, ihrer Nichte Catherine Robineau ganz Borceria mit Ausnahme der Mühle zu überlassen. Später wurde Catherine Aymon, Tochter von Catherine Robineau und Ehefrau von Jean Jaillard, die Besitzerin. Es ist wahrscheinlich auf diese Allianz zurückzuführen, dass Borceria in die Hände der Familie Jaillard überging. Später werden Jean I Jaillard, ein Nachkomme von Jean Jaillard, und seine Frau Jeanne Templerie in mehreren Urkunden zwischen 1540 und 1554 als Herr und Dame von La Bourcère bezeichnet. Im Laufe der Zeit übernehmen die Nachkommen Jaillards nacheinander die Leitung des Anwesens und werden ebenfalls als Seigneur oder Dame de la Bourcère bezeichnet. Die Familie Jaillard leitete das Gut La Boursière von 1390 bis 1785, doch nach einer Heirat zwischen Marie-Anne Jaillard, Dame von La Boursière, und Charles-Baptiste de Morais, Herr von La Boucherie, ging das Gut nach ihrem Tod 1785 an Monsignore de la Bobinière über. Marie-Anne Jaillard hatte zwei Töchter, Marie-Henriette de Morais und Charlotte-Foy de Morais. Marie-Henriette heiratete Louis-Charles de Gazeau, den Herrn von La Benastonnière, der ihr La Boursière zurückbrachte. Und die zweite Charlotte-Foy heiratete Henri-Aimé de la Forest-Groizardière, die während der Revolution auf la Boursière wohnten. Marie-Henriette überlebte die Revolution, ihr Mann aber leider nicht, da er hingerichtet wurde. Später ging die Boursière in den Besitz ihrer Tochter Henriette-Charlotte de Gazeau über, die Antoine Rousselot de Saint-Géran heiratete. Gemeinsam hatten sie einen Sohn, doch das Unglück nahm seinen Lauf Henriette-Charlotte de Gazeau starb und sechs Tage später folgte ihr Sohn. Antoine Rousselot de Saint-Géran erbte also La Boursière. Die Zeit verging, er heiratete erneut und verkaufte das Schloss La Boursière am 12. Mai 1823 an Constantin-Joseph de Chabot. Marie de Chabot übernahm das Château de la Boursière in Teilung mit ihrem Ehemann Henri-Augier de Moussac. Dieser wurde Bürgermeister von Venansault und starb 1879. Von ihren sieben Kindern wurde Fernand de Moussac Besitzer von La Boursière, danach sein Bruder Henry, der keine Kinder hatte und das Schloss seinem Neffen Christian de Moussac vermachte, der seit 1959 der aktuelle Besitzer des Schlosses ist. In der Zwischenzeit wurde La Boursière zwischen 1942 und 1943 von den Deutschen besetzt, um dort ein Militärkrankenhaus einzurichten.

### Montbail Schloss
Jahrhundert gehen die Ursprünge von Monbail zurück, dem ersten Adelshaus und Herrschaftsgebiet in Venansalt, dem Ende des 17.

### Hermitans Schloss
Im Jahr 1854 wurde das dritte Schloss in Venansault gebaut. Der Magistrat und Sohn von Jean Joseph de Bonnegens des Hermitans, Henri-Joseph de Bonnegens des Hermitans demütiger Bluterbe der Domaine des Hermitans, der aus Saint-Jean d'Angély (17) kam, ließ das Château des Hermitans errichten. Heute wird es von der nach ihm benannten Maison des Familles rurales (Haus der Landfamilien) bewohnt.

## Bildung
Venansault ist keine große Gemeinde und verfügt daher nicht über große Schulen wie Collèges, Lycées oder sogar Universitäten. Da Venansault weniger als zehn Kilometer von La Roche-sur-Yon entfernt liegt, sind die Sekundarstufe und die Hochschulen für junge Menschen aus Venansault zugänglich. Für die Grund- und Berufsschule gibt es in der Gemeinde zwei Schulen.
Im Jahr 1891 wurde eine Privatschule für Mädchen gegründet, die von den Schwestern der Unbefleckten Empfängnis geleitet wurde. Die Schule änderte 1919 ihren Namen in Louis Chaigne-Schule und 1919 wurde ein zweiter Standort für Jungen eingerichtet. Bis 1999 arbeiteten diese beiden Standorte auf Verwaltungs- und Bildungsebene getrennt voneinander. 1999 wurden sie jedoch zur gemischten Privatschule Louis Chaigne zusammengeschlossen und bildeten 2014 ein einziges Gebäude.
Die Dokumentation über den Kindergarten „Le sableau“ und die Grundschule „La Fontaine“, die öffentlichen Grundschulen von Venansault, enthält nur sehr wenige Informationen über ihre Geschichte. Die Namen der beiden Schulen wurden Anfang der 2010er-Jahre von den Schülern der verschiedenen Klassen durch Abstimmung gewählt.

## Kulturelle  Einrichtungen
Seit Anfang der 2000er-Jahre werden in der Gemeinde einige Entwicklungen durchgeführt. Im Jahr 2003 wurde im Stadion eine moderne Tribüne eingeweiht. Auch die Bildungszentren wurden mit der Einrichtung einer neuen Kindertagesstätte und einer konsequenten Erweiterung der Privatschule Louis Chaigne ausgebaut. In der Nähe der „Trois Étangs“ entstand ein Gesundheitszentrum, in dem Allgemeinmediziner, Zahnärzte und eine Apotheke zusammenarbeiten. In demselben Gebiet wurde die „Kunstinsel“ gebaut, ein großes Monument, in dem Kunstvereine, eine Bibliothek und ein Jugendzentrum untergebracht sind. Seit Ende 2017 plant die Gemeindeverwaltung die Neugestaltung des Ortskerns, mit der Schaffung eines Platzes vor der Kirche und einer Rückkehr der Geschäfte. Außerdem sollen ein neuer Tennissaal und ein Dojo entstehen, um die Lizenznehmer unterbringen zu können.
Die ersten größeren Arbeiten in der Gemeinde haben bereits stattgefunden, wie z. B. zusätzliche Plätze für den Tennisclub, eine ansehnlichere Turnhalle und eine entsprechende Vergrößerung des Dojos, indem die Turnhalle in die neuen Räumlichkeiten verlegt wird.

## Politik und Verwaltung

### Bürgermeisterliste
| Zeitraum  | Identität                            | Etikett   | Qualität |
| --------- | ------------------------------------ | --------- | --- |
| ?–1832    | Charles Grelier                      |           | |
| 1832–1835 | Pierre François Loué                 |           | |
| 1835–1838 | Gabriel Gautier                      |           | |
| 1838–1845 | Louis Abtoine Gautier                |           | Tot im Amt |
| 1845–1846 | Jean Bouget                          |           | Stellvertretender Bürgermeister und amtierender Bürgermeister                                                                                         |
| 1846–1848 | Emmanuel Mercier                     |           | |
| 1846–1860 | Jacques Pondevie                     |           | |
| 1860–1865 | Emmanuel Mercier                     |           | |
| 1865–1870 | André Guilbaud                       |           | |
| 1870–1879 | Henri Augier de Moussac              |           | Besitzer des Château de la Boursière |
| 1879–1879 | Fernand Augier de Moussac            |           | Widerruf |
| 1879–1911 | Daniel Armand de Rothays de Montbail |           | |
| 1911–1935 | Joseph des Bordes de Jonsac          |           | Telegrafendirektor |
| 1935–1969 | Gilles de Maupeou d'Ableiges         |           | Unterleutnant der Artillerie |
| 1969–1977 | Eugène Cougnaud                      |           | |
| 1969–1995 | Eugène Texier                        |           | 1983 und 1989 wiedergewählt |
| 1995–2008 | Emmanuel Viaud                       | DVD – UMP | Wirtschaftsprüfer 2001 wiedergewählt |
| 2008–2008 | Denis Guyonnet                       |           | Apothekenvorbereiterin, Kündigung |
| 2008–     | Laurent Favreau                      | DVD       | Landwirt, Mitglied des Departements cantonde la roche sur yon 1 seit 2015, 7. Vizepräsident von la Roche agglo seit 2014, Wiedergewählt 2014 und 2020 |

### Gemeindepartnerschaften
Mit der polnischen Gemeinde Wolin in der Woiwodschaft Westpommern, der französischen Gemeinde Mercury im Département Savoie sowie der deutschen Gemeinde Kusterdingen in Baden-Württemberg bestehen Partnerschaften.